# Hapalomys delacouri
Hapalomys delacouri — вид гризунів, що зустрічається в Китаї, Лаосі та В'єтнамі.

## Морфологічна характеристика
Довжина голови і тулуба від 123 до 136 мм, довжина хвоста від 135 до 170 мм, довжина лапи від 22 до 24 мм, довжина вух від 13 до 15 мм. Волосяний покрив довгий і м'який. Колір верхніх частин вохристо-бурий. Нижня сторона біла. Вуха вкриті довгою шерстю, вуса дуже довгі. Хвіст довший за голову і тіло, світло-коричневий біля основи і темніший на кінчику, де є пучок волосся.

## Середовище проживання
Мешкає у вологих гірських тропічних лісах і сухих лісах на висоті від 1200 до 1500 метрів. Чутливий до зміни середовища проживання.

## Спосіб життя
Це деревний, який обмежений місцями проживання з наявністю бамбука.